# Traner
Traner er en fuglefamilie i tranefugle-ordenen, som kan kendes ved dens nøgne isse og lange svingfjer.
Tranen er det mest kendte medlem af familien.